# Earthworm Jim: Menace 2 the Galaxy
Earthworm Jim: Menace 2 the Galaxy (с англ. — «Червяк Джим: Галактика в опасности») — видеоигра в жанре платформер, разработанная студией David A. Palmer Productions и изданная компанией Crave Entertainment для портативной игровой приставки Game Boy Color 10 ноября 1999 года. Проект является спин-оффом, а также четвёртой и последней частью серии Earthworm Jim.
По сюжету Злой Джим с целью завоевания галактики украл межпространственный телепорт, созданный профессором Обезьяноголовым, и главному герою, червяку Джиму, предстоит победить злодея. Геймплей схож с предыдущими частями серии: игрок управляет червяком Джимом, который может использовать различное оружие для уничтожения врагов. В отличие от предыдущих игр серии, в Earthworm Jim: Menace 2 the Galaxy необходимо собирать монеты, чтобы завершить уровни. На некоторых уровнях игроку предстоит битва с боссом.
Платформер был основан на мультсериале про червяка Джима и включает в себя как его особенности, так и юмор предыдущих игр серии. Earthworm Jim: Menace 2 the Galaxy получила неоднозначные отзывы от игровой прессы. Критики отнесли к недостаткам утомительный сбор предметов и уровень сложности, но в то же время положительно оценили качество графики и звука.

## Игровой процесс

Червяк Джим на вступительном уровне «City». На скриншоте видны монеты, которые нужно собирать для получения доступа к следующим уровням

Earthworm Jim: Menace 2 the Galaxy представляет собой платформерную игру, выполненную в двухмерной графике. По сюжету Злой Джим в целях захвата галактики украл межпространственный телепорт, который был создан профессором Обезьяноголовым. Главный герой игры, червяк Джим, собирается предотвратить коварные планы своего злого двойника и спасти галактику.
Игровой процесс напоминает предыдущие части серии, но здесь делается акцент на поиски предметов и исследование уровней. Игрок управляет червяком Джимом, вооружённым одним из четырёх видов оружия, с помощью которого можно уничтожать врагов. Запас оружия ограничен, но его можно пополнять, собирая на уровнях. Если Джим коснётся врага или опасного предмета, то потеряет очки здоровья. Если они полностью исчерпываются, то игрок теряет жизнь и начинает уровень заново. Изначально игроку даётся две жизни, и в случае их потери игра заканчивается. На уровнях можно подобрать дополнительные жизни в виде головы Джима, а пополнять очки здоровья можно сбором молекул. На уровнях можно взаимодействовать с другими объектами (мусорными баками, унитазами и так далее), позволяющими проходить различные участки. Кроме того, можно найти друга Джима, Снотта, который позволяет червяку выше прыгать и ездить на нём. Можно найти ракету, на которой можно некоторое время летать, а также стрелять из неё.
Для прохождения каждого уровня, кроме битв с боссами, нужно собрать некоторое количество монет, которые можно как найти в труднодоступных местах, так и получить в результате уничтожения врагов. Всего в игре 12 основных уровней, для доступа к которым нужно пройти вступительный уровень «City» в начале игры. Каждый третий основной уровень представляет собой битву с боссом, в качестве которых используются злодеи из предыдущих игр и мультсериала про червяка Джима, такие как золотая рыбка-убийца Боб, кот Зловред, Королева Слизнезадница и Злой Джим. После прохождения каждого уровня игроку показывается пароль, который может быть использован в новой игре для пропуска уже пройденных уровней. Игра совместима с Game Boy и Game Boy Color, однако дополнительный уровень «Happiness», открываемый после завершения остальных, доступен только в том случае, если игра запущена на Game Boy Color.

## Разработка и выход игры
За разработку Earthworm Jim: Menace 2 the Galaxy была ответственна студия David A. Palmer IMS Productions, а издателем выступила компания Crave Entertainment, заключившая соглашение на выпуск игры с Interplay Entertainment, которая в то время уже владела правами на серию Earthworm Jim. Анонс Menace 2 the Galaxy состоялся 25 августа 1999 года. Игра является спин-оффом франшизы, и, аналогично другой части серии, тоже вышедшей в 1999 году — Earthworm Jim 3D — основана на мультсериале про червяка Джима, а не первых двух играх: так, основной целью является сбор предметов, как и в Earthworm Jim 3D, а главным злодеем выбрали Злого Джима — персонажа, до этого появлявшегося только в мультсериале. Разработчики обещали в новом платформере большое количество разнообразных уровней, оружия, традиционный для серии юмор, а также совместимость с Game Boy Color и Game Boy; представители Crave Entertainment, помимо этого, заявили, что Menace 2 the Galaxy будет «блестяще выглядеть» на Game Boy Color, и, в сравнении с версией для Game Boy, не только обладать графической палитрой из 56 цветов, но и содержать эксклюзивный уровень.
Согласно предварительным данным, Earthworm Jim: Menace 2 the Galaxy должна была выйти в сентябре 1999 года, но в итоге выпуск состоялся 10 ноября 1999 года.

## Оценки и мнения
| Сводный рейтинг    | Сводный рейтинг |
| Агрегатор          | Оценка          |
| ------------------ | --------------- |
| MobyRank           | 58/100          |
| Иноязычные издания |                 |
| Издание            | Оценка          |
| AllGame            | [ 4 ]           |
| IGN                | 6/10            |
| Nintendo Power     | 6,3/10          |
| Mega Fun           | 7,9/10          |
| Pockett Videogames | [ 7 ]           |
| Player One         | 29 %            |

Earthworm Jim: Menace 2 the Galaxy получила смешанные отзывы от критиков. На сайте MobyGames игра имеет среднюю оценку 58 баллов из 100 возможных. Журналисты были разочарованы скучным геймплеем со сбором предметов, но хвалили графику и разнообразные уровни.
Креиг Харрис (IGN) поставил оценку в 6 баллов из 10, раскритиковав утомительный сбор предметов, который «очень расстраивает», и пожаловался, что «там не хватает „ума“ и того, что делало Earthworm Jim одной из лучших и смешных экшен-игр на 16-битных системах», но отнёс к достоинствам реиграбельность и приятную графику. Обозреватель журнала Nintendo Power высказал похожее мнение и дал игре 6,3 балла из 10. Критик сайта AllGame, Бретт Алан Вейсс, оценил Earthworm Jim: Menace 2 the Galaxy в две с половиной звезды из пяти, также подвергнув критике утомительный сбор предметов, и заявив, что его расстроило отсутствие у Джима атаки, когда он использует себя в качестве хлыста. Тем не менее, Вейсс отметил, что фоны и уровни выглядят великолепно, а качество музыки и звуковых эффектов неплохие для Game Boy Color. Рецензент сделал вывод, что игра была «иногда интересной, когда приходило время перейти к новому уровню или сразиться с главным врагом, но чаще она была очень утомительна». Крайне негативно отнёсся к платформеру представитель французского журнала Player One из-за скучного сбора монет, поставив оценку в 29 %.
Тем не менее, некоторые критики оценили Earthworm Jim: Menace 2 the Galaxy положительно. Обозреватель французского сайта Pockett Videogames дал игре четыре звезды из пяти, похвалив графику, музыку и весёлый аркадный геймплей. С этим мнением согласился рецензент немецкого сайта Mega Fun, поставив 7,9 баллов из 10. Он заявил, что платформер хорошо удался, и «благодаря сложным, разнообразным уровням и многочисленному оружию, игра действительно приносит удовольствие».